# Bojan Ropret
Bojan Ropret (nascido em 17 de agosto de 1952) é um ex-ciclista iugoslavo, que defendeu as cores de seu país disputando em três Olimpíadas.
Em Montreal 1976, competiu na perseguição individual (4 km, ciclismo de pista) e terminou em 22º.
Na Olimpíada de Moscou 1980, Ropret competiu na prova individual do ciclismo de estrada e foi um dos atletas que não conseguiram completar a corrida. Também participou no contrarrelógio por equipes (100 km) e terminou em nono.
Em Los Angeles 1984, voltou a competir as mesmas provas de 1980, e terminou respectivamente em sétimo e nono.